# Trawnikowcowate
Trawnikowcowate (Miturgidae) – rodzina pająków z podrzędu Opisthothelae i infrarzędu Araneomorphae.
Pająki te mają odnóża kroczne zwieńczone są parą pazurków. Nogogłaszczki samca cechują się obecnością apofizy retrolateralnej, u większości gatunków wyposażonej w kanalik i część błoniastą. Cymbium zwykle zaopatrzone jest w rowek retrolateralny. Nasady skierowanej ku przodowi apofizy medialnej i osadzonego pośrodku tegulum embolusa stykają się ze sobą.
Takson ten wprowadził w 1886 roku Eugène Simon. Zakres zaliczanych tu rodzajów znacznie zmieniony został w 2014 przez Martína Ramíreza, który m.in. zsynonimizował z nimi Zoridae. Kolejnej zmiany dokonali w 2017 roku Ward Wheeler i współpracownicy wyłączając zeń 3 rodzaje w osobną rodzinę Xenoctenidae. Według analizy filogenetycznej Wheelara i innych trawnikowcowate stanowią grupę siostrzaną dla kladu obejmującego Selenopidae i Viridasiidae, a wraz z tymi dwiema rodzinami tworzą grupę siostrzaną dla Corinnnidae.
Należy tu 30 rodzajów:

- Argoctenus L. Koch, 1878
- Diaprograpta Simon, 1909
- Elassoctenus Simon, 1909
- Eupograpta Raven, 2009
- Hestimodema Simon, 1909
- Israzorides Levy, 2003
- Mituliodon Raven & Stumkat, 2003
- Miturga Thorell, 1870
- Mitzoruga Raven, 2009
- Nuliodon Raven, 2009
- Odomasta Simon, 1909
- Pacificana Hogg, 1904
- Palicanus Thorell, 1897
- Parapostenus Lessert, 1923
- Prochora Simon, 1886
- Pseudoceto Mello-Leitão, 1929
- Simonus Ritsema, 1881
- Syrisca Simon, 1886
- Syspira Simon, 1895
- Systaria Simon, 1897
- Tamin Deeleman-Reinhold, 2001
- Teminius Keyserling, 1887
- Thasyraea L. Koch, 1878
- Tuxoctenus Raven, 2008
- Voraptus Simon, 1898
- Xantharia Deeleman-Reinhold, 2001
- Zealoctenus Forster & Wilton, 1973
- Zora C. L. Koch, 1847 – trawnikowiec
- Zoroides Berland, 1924
- †Zorapostenus Wunderlich, 2008